# Armoriale di San Michele Arcangelo

stemma di San Michele

In araldica, un armoriale è una raccolta di armi o stemmi. Questa voce raccoglie stemmi in cui compare san Michele Arcangelo. È uno dei santi più rappresentati negli stemmi, particolarmente nell'araldica civica. Nel medioevo si attribuiva all'arcangelo Michele la croce bordonata come arma individuale.
|  | Aizarnazabal (comune della Spagna) |
|  | Andělská Hora (comune della Repubblica Ceca) |
|  | Appenweier (comune della Germania) (DE) In Gold der blau gerüstete Erzengel Michael auf einem grünen Drachen stehend, mit der Rechten einen schwarzen Speer in den Rachen des Drachen stoßend, in der Linken einen blauen Schild mit durchgehendem goldenen Kreuz haltend. |
|  | Archangelsk (comune della Russia) |
|  | Basauri (comune spagnolo) (ES) Escudo cuartelado por una cruz de oro y cargada con un escusón con la efigie de San Miguel: 1º, en campo de gules una cruz trebolada de oro, acompañada de cuatro estrellas de lo mismo, una en cada cantón; 2º, partido: 1º, de gules una torre de oro, con un lobo de sable en su puerta; 2º, de plata un puente de piedra sobre ondas de azur y plata; 3º, de azur tres panelas de plata sobre ondas de azur y plata; 4º, de oro tres pinos de sinople, dos y uno. |
|  | Brignemont (comune della Francia) (IT) D'azzurro seminato di stelle d'argento, al San Michele d'oro attraversante sul tutto. (FR) D'azur semé d'étoiles d'argent à Saint Michel d'or brochant sur le tout. |
|  | Bruxelles (comune del Belgio) |
|  | Caianello (comune della provincia di Caserta) campo di cielo, all'Arcangelo Michele in atto di calpestare il demonio, brandendo con la destra sollevata la spada posta in banda, la punta in basso, mentre a sinistra trattiene con una catena il demonio medesimo. |
|  | Castiglion Fiorentino (comune della provincia di Arezzo) D'azzurro alla figura di san Michele, in atto di uccidere il drago. |
|  | Celico (comune della provincia di Cosenza) Di azzurro, all'Arcangelo Michele, in maestà, la testa inclinata in sbarra, il viso, le braccia, le gambe di carnagione, capelluto d'oro, le ali di argento, la corazza dello stesso, la corta tunica di verde, gli stivali d'oro, munito di manto a guisa di grande sciarpa, avvolgente il braccio sinistro e svolazzante a destra, di rosso, la corazza ornata dal balteo d'oro scendente dalla spalla destra al fianco sinistro, l'Arcangelo tenente con la mano destra alzata la spada di argento, posta in banda alzata, con la punta all'ingiù, con la mano sinistra la bilancia di due coppe, d'oro, l'Arcangelo calpestante con il piede sinistro la testa del diavolo prono, posto in banda, la testa all'ingiù, il viso, il collo, il dorso, le braccia di carnagione, dalla cintola in giù serpentiforme di verde, le ali di pipistrello, dello stesso, capelluto e barbuto di nero, il diavolo sostenuto dal colle centrale del monte alla tedesca di tre colli, di verde, esso monte infiammato di rosso, fondato in punta. Ornamenti esteriori da Comune. |
|  | Cumbres Mayores (comune della Spagna) D'oro, al castello di rosso, aperto e finestrato del campo, mattonato di azzurro, torricellato di tre pezzi, quello centrale cimato dalla figura di san Michele arcangelo, vestito di porpora, il volto e le mani di carnagione, capelluto e alato al naturale, aureolato di nero, impugnante con entrambe le mani una spada di nero, con la punta all'ingiù diretta verso le fauci di un serpente di verde, attraversante sui suoi piedi e linguato di rosso; il tutto terrazzato di azzurro, accompagnato in capo da una stella di otto raggi di azzurro nel cantone destro, e da un crescente volto dello stesso nel cantone sinistro. Lo scudo è timbrato dalla corona reale chiusa. |
|  | Donji Miholjac (comune della Croazia) |
|  | Elztal (comune della Germania) |
|  | Engelthal (comune della Germania) |
|  | Ereño (comune della Spagna) Troncato semipartito: il 1º d'argento, all'albero di alloro di verde, a due lupi di nero, passanti e attraversanti sul tronco; il 2º di rosso, al castello d'argento, fondato su rocce al naturale; il 3º d'oro, all'arcangelo Michele, vestito da guerriero, al naturale, che brandisce la spada per colpire il dragone di verde posto ai suoi piedi. |
|  | Forchtenberg (comune della Germania) |
|  | Giuseppe I Bonaparte (re di Napoli) (FR) Gironné de 15 pèces : I, en forme de franc-quartier, d'or, à une triquêtre issante d'une tête de Mercure de carnation (Île de Sicile) ; II, d'or au cheval contouné et effaré de sable (de Naples (ancien)) ; 3, d'azur, à deux cornes d'abondance d'or, passées en sautoir (du Labour) ; IV, coupé en A d'azur à une comète d'argent chevelée d'or, en B d'argent à un vol d'azur ; V, d'or, à l'aigle de gueules, couronnée du champ, issante d'une fasce denchée et abaissée d'azur (de fr:Basilicate) ; VI, d'argent, à la croix potencée de sable (de Basse-Calabre) ; VII, écartelé en sautoir d'or, à quatre pals de gueules et d'argent, à la croix potencée de sable (alias d'fr:Aragon et de Basse-Calabre) (de Haute-Calabre) ; VIII, D'or, à quatre pals de gueules, au dauphin d'argent, plongeant vers la pointe, brochant sur-le-tout (d'fr:Otrante) ; IX, écartelé en sautoir d'azur et d'argent, à la crosse d'or, brochante sur-le-tout (de fr:Bari) ; IX, d'azur, à un Saint-Michel d'or, terrassant un diable de sable, sur une montagne à trois coupeaux du deuxième, issante de la pointe (de Capitanate) ; XI, de gueules, à une étoile à huit rais d'or, ceinte d'une couronne de feuillage du même (de fr:Molise) ; XII, coupé de gueules, à la couronne à l'antique d'or, et d'argent. (de Haut-Principat) ; XIII, d'or, à la hure de sable, surmontée d'un joug de gueules (des Basses-Abruzzes) ; XIV, d'azur, à l'aigle d'argent, surmontant une montagne d'or, issante de la pointe (des Hautes-Abruzzes) ; XV, de gueules accompagnée de deux croisettes alesées le tout d'argent ; sur-le-tout d'azur, à l'aigle d'or, la tête contournée, au vol abaissé, empiétant un foudre du même (de fr:Napoléon) dans son pavillon de gueules. |
|  | Hadjač (comune dell'Ucraina) |
|  | Joniškis (comune della Lituania) |
|  | Kiev (comune dell'Ucraina) |
|  | Klevan (comune dell'Ucraina) |
|  | Koryazhma (comune della Russia) |
|  | Kražiai (comune della Lituania) |
|  | Łańcut (comune della Polonia) |
|  | Mentone (comune della Francia, dipartimento delle Alpi Marittime) (città di terza classe nel Primo Impero) Partito: nel 1º d'azzurro, al San Michele d'oro che atterra un demone dello stesso; nel 2º d'argento, all'albero di limone al naturale posto su un monte dello stesso, bagnato da un mare azzurro ondato d'argento, al colmo d'azzurro caricato di tre stelle d'argento, al quartier franco a sinistra delle città di terza classe che è di rosso, alla lettera N d'argento sormontata da una stella raggiante dello stesso. (FR) Parti: au premier d'azur au Saint-Michel d'or terrassant un démon du même; au deuxième d'argent à un citronnier au naturel posé sur un mont du même, baigné par une mer d'azur ondée d'argent, au comble d'azur chargé de trois étoiles d'argent, au franc quartier des villes de troisième classe, qui est à senestre une N d'argent surmontée d'une étoile rayonnant de même. |
|  | Mola di Bari (comune della città metropolitana di Bari) D'azzurro terrazzato di verde, all'effige di S. Michele al naturale, in atto di colpire il dragone (Effigie di S. Michele, su sfondo azzurro, che brandisce la spada per colpire il dragone, che giace sotto i propri piedi, su piano verde, con lingue di fuoco sullo sfondo, sovrastata da corona a forma di torrione, con sette merli e circondato, a destra da un ramo di alloro e a sinistra da un ramo di quercia, annodati al centro con nastro tricolore nazionale) |
|  | Montelparo (comune della provincia di Fermo) Scudo, sormontato da corona dorata, con sopra impresso San Michele Arcangelo con in pugno spada e bilancia, e due chiavi incrociate |
|  | Monte Sant'Angelo (comune della provincia di Foggia) |
|  | Nemenčinė (comune della Lituania) |
|  | Neufchâteau (comune del Belgio) (FR) D’azur à un saint Michel ailé brandissant de la dextre une épée flambayante, de la senestre une rondache, et terrassant le démon, le tout d’or. |
|  | Pleisweiler-Oberhofen (comune della Germania) |
|  | Provincia di Foggia |
|  | Radlje ob Dravi (comune della Slovenia) |
|  | Reichstett (comune della Francia, dipartimento Basso Reno) d'azzurro, al San Michele arcangelo tenente con la destra una spada alzata, e con la sinistra una bilancia, il tutto d'oro |
|  | Saint-Michel-sur-Meurthe (comune della Francia, dipartimento dei Vosgi) (FR) D'azur au Saint Michel d'or accompagné en pointe d'une rivière d'argent |
|  | San Michele Mondovì (comune della provincia di Cuneo) Di azzurro, all'Arcangelo Michele, il viso, il collo, le braccia, le mani, le gambe di carnagione, vestito con la corazza d'argento, caricata dal balteo posto in banda dalla spalla destra al fianco sinistro, di rosso, con la tunica di verde, con il manto svolazzante di rosso, l'Arcangelo con le ali d'argento aperte verso il capo, con il braccio destro alzato, con la mano tenente la spada d'argento, posta in banda, con la punta all'ingiù, l'altra mano tenente la bilancia di due coppe, d'argento, con i bracci posti in sbarra, l'Arcangelo calzato di nero e sostenuto dal terreno collinoso di verde, fondato in punta, uscente dal fianco sinistro e digradante sino all'angolo destro della punta. Ornamenti esteriori da Comune. |
|  | San Miguel de Allende (comune del Messico) (ES) En borde de gules, hay una inscripción latina “Hic Natus Ubique Notus”, que significa aquí nacido y en todo el orbe conocido. El centro del escudo tiene un cuartel dividido en dos; en el superior se encuentra el arcángel San Miguel (De él se toma el nombre del pueblo), luchando con un demonio. En el interior se encuentra el emblema franciscano en honor a fray Juan de San Miguel, fundador de la ciudad, el cual consta de un brazo franciscano y un indio, formando una X. |
|  | San Miguel de Salinas (comune della Spagna) (ES) Escudo cuadrilongo de punta redonda. De azur, un San Miguel con arnés de oro y plata. En jefe, de oro, cuatro palos de gules. Por timbre, corona real abierta. |
|  | Sankt Michaelisdonn (comune della Germania) |
|  | Sant'Angelo d'Alife (comune della provincia di Caserta) D'azzurro con la figura di S. Michele Arcangelo che calpesta il drago. |
|  | Schorel (comune del Belgio) D'azzurro al San Michele armato d'oro, con una spada d'argento nella destra, e nella sinistra uno scudo d'argento alla croce rossa; calpestante un diavolo di nero. |
|  | Schwalmtal (comune della Germania) Lo stemma del Comune di Schwalmtal è bipartito e si compone di parti dei due stemmi dei comuni originari, Amern e Waldniel. La metà sinistra contiene una raffigurazione dell'Arcangelo Michele su sfondo blu, che spinge una lancia rossa nella gola di un drago nero. San Michele è il patrono della parrocchia di Waldniel. La metà sinistra contiene tre strisce orizzontali su fondo argento. Le tre strisce sono ricavate da un sigillo (1267) dei signori di Ambere, considerati i fondatori di entrambe le parti di Amern (Oberamern e Niederamern). |
|  | Senales (comune della provincia di Bolzano) Partito: nel 1° azzurro all'angelo tenente con la mano destra sopra il capo una spada fiammeggiante e con la sinistra una bilancia a bilico, il tutto d'oro; l'angelo poggia i piedi su un drago abbattuto di nero linguato di rosso; nel 2° d'argento ai tre grembi del primo con la punta verso la partizione. |
|  | Terlizzi (comune della città metropolitana di Bari) |
|  | Vienna - Döbling (distretto di Vienna, città dell'Austria) |
|  | Vienna - Fünfhaus (quartiere di Vienna, città dell'Austria) |
|  | Vienna - Heiligenstadt (quartiere di Vienna, città dell'Austria) |
|  | Vienna - Rudolfsheim-Fünfhaus (distretto di Vienna, città dell'Austria) |
|  | Vienna - Sechshaus (quartiere di Vienna, città dell'Austria) |
|  | Villa Sant'Angelo (comune della provincia dell'Aquila) |
|  | Zeitz (comune della Germania) (DE) In Blau den Erzengel Michael in silberner Rüstung auf dem Drachen stehend; mit der Rechten schwingt er das Schwert, mit der Linken hält er einen silbernen Schild, darin ein rotes Kreuz, rechts neben ihm schwebt ein Schild, darin in rot schräg gekreuzt ein mit der Spitze abwärts gelegtes Schwert und ein mit dem Bart abwärts gekehrter silberner Schlüssel. |
|  | Zusenhofen (quartiere del comune di Oberkirch, Germania) |